# Луїджі Тарантіно
Луїджі Тарантіно  (італ. Luigi Tarantino, 10 листопада 1972) - італійський фехтувальник, олімпійський медаліст.

## Виступи на Олімпіадах
| Олімпіада    | Дисципліна      | Місце |
| ------------ | --------------- | ----- |
| Атланта 1996 | шабля, особисті | 11    |
| Атланта 1996 | шабля, командні | 3     |
| Сідней 2000  | шабля, особисті | 18    |
| Сідней 2000  | шабля, командні | 8     |
| Афіни 2004   | шабля, особисті | 9     |
| Афіни 2004   | шабля, командні | 2     |
| Пекін 2008   | шабля, особисті | 5     |
| Пекін 2008   | шабля, командні | 3     |
| Лондон 2012  | шабля, особисті | =17   |
| Лондон 2012  | шабля, командні | 3     |